# Beilschmiedia membranacea
Beilschmiedia membranacea là một loài thực vật thuộc họ Lauraceae. Đây là loài đặc hữu của Malaysia.